# Zeddiani
Zeddiani là một đô thị ở tỉnh Oristano trong vùng Sardinia, có khoảng cách khoảng 100 km về phía tây bắc của Cagliari và cách khoảng 9 km về phía bắc của Oristano. Tại thời điểm ngày 31 tháng 12 năm 2004, đô thị này có dân số 1.154 người và diện tích là 11,9 km².
Zeddiani giáp các đô thị: Baratili San Pietro, Oristano, San Vero Milis, Siamaggiore, Tramatza và Miami.
.